# 小野政直
小野 政直（おの まさなお）は、戦国時代の武将。遠江国引佐郡井伊谷の国人・井伊家の家老。

## 人物
父は井伊直平に仕えた小野兵庫助重正で、自身も井伊氏の重臣として仕え、直平の孫・井伊直盛、あるいはその叔父・井伊直満の家老であったという。
天文10年（1541年）、井伊家は駿河国主の今川家に従っていたが、甲斐国の武田家が遠江国への圧力を強めたため、井伊家では井伊直満・直義兄弟が武田軍に備える準備をしていた。井伊直盛には嗣子がいなかったため、井伊直満の嫡男・亀之丞（のちの直親）が直盛の養子になることになっていた。しかし政直はこのことについて不満を抱き、密かに駿府の今川義元へ井伊直満・直義兄弟が謀反を計画していると讒言した。天文13年（1544年）、直満と直義は駿府へ召喚され、そこで両人は殺された。駿府より井伊谷へ戻った政直は義元の命を奉じ、残された亀之丞も殺害しようとしたが、直親の家老・今村正実らによって亀之丞は信濃国へ逃れた。
天文23年（1554年）没。跡は子の道好が継いだ。政直の死によって、直盛は信濃国に逃れていた直親を呼び戻すこととし、弘治元年（1555年）に今川義元の許しを得て直親を改めて嗣子として迎え入れた。

## 登場する作品
- おんな城主 直虎（2017年、NHK大河ドラマ、演：吹越満）